# Alexandru Crețescu
Alexandru Crețescu (n. 1825 – d. 28 iulie 1885, Odobești) a fost un magistrat, politician, ministru și membru al Înaltei Curți de Casație și Justiție român.
A fost cel de-al patrulea președinte al Curții de Casație, între 3 septembrie 1876 și 15 octombrie 1886.
În discursul ținut la deschiderea anului judecătoresc, în 1884, a propus înființarea unei comisii permanente  cu sarcina de a studia și elabora proiecte de legi, care să fie un corp specialmente constituit să țină în mână firul legislației. 
În discursul ținut în 1877 sublinia misiunea primordială a instanței supreme, aceea de a unifica jurisprudența la nivelul întregii țări: scopul acestei Curți este de a se introduce în întregime unitatea de interpretare și numai în mod accesoriu de a face dreptate între particulari.
1. ↑  Duțu, Mircea (2012). Istoria Înaltei Curți de casație și Justiție a României. Universul Juridic. p. 87.